# James McRae
James McRae (Murray Bridge, 27 giugno 1987) è un canottiere australiano, vincitore della medaglia d'argento a Rio de Janeiro 2016 e di bronzo a Londra 2012 nel 4 di coppia.

## Palmarès
- Giochi olimpici

Londra 2012: bronzo nel 4 di coppia.
Rio de Janeiro 2016: argento nel 4 di coppia.
- Campionati del mondo di canottaggio

Lago Karapiro 2010: bronzo nel 4 di coppia.
Bled 2011: oro nel 4 di coppia.
Amsterdam 2014: bronzo nel 2 di coppia.